# آنتون زخوره
آنتون زخّوره یا با نام‌بَری کشیش/پدر رافائلِ راهب (۱۷۵۸–۱۸۳۱م) کشیش و مترجم مصری سوری‌تبار بود. به کلیسای کاتولیک یونانی/رومی وابسته بود و خاستگاهش از حلب. الهیات را در رم خواند و «پدر رافائل آنتون زخّور» نامیده شد. به گروه مترجمان فرانسوی در مصر کمک کرد، عضو فرهنگستان علمی نهادینه‌شدهٔ ناپلئون در قاهره شد. مدتی در پاریس ماندگار بود تا زبان عربی درس دهد، به محمدعلی پاشا پیوست و ناظر چاپخانهٔ بولاق برگزیده شد. همچنین در مدرسهٔ پزشکی به عنوان مترجم کار کرد.